# Job (autor de còmics)
Job (francès: Jobin)  (Delémont, 25 d'octubre de 1927 - Nimes, 8 d'octubre de 2024) nom artístic d'André Jobin, va ser un autor de còmics suís. Conegut sobretot per la sèrie infantil Yakari.

## Biografia
Va estudiar periodisme i va fundar el 1964 una revista infantil titulada Le Crapaud à Lunettes (El gripau amb ulleres).
El 1967 va publicar, amb el dibuixant Derib, un còmic d'humor Pythagore, i en van fer l'auto-edició de dos àlbums. Pythagore és una òliba molt coneixedora de la naturalesa, però molt dolenta volant. Se'n van publicar quatre volums
El 1969, els dos autors van crear Yakari, la sèrie protagonitzada per un noi indi del segle xix, que té la capacitat de parlar amb els animals. El 2016 va publicar la darrera història de Yakari i va passar el relleu a Joris Chamblain, que continuarà publicant la sèrie amb Derib.
Va morir el vuit d'octubre del 2024 a l'edat de vuitanta-sis anys.

## Prix
- 1983 : "Prix Jeunesse" amb Derib per Yakari[5]
- 1991 : « Maîtrise d'honneur » del festival de còmic de Sierre pel conjunt de la seva obra
- 2006 : "Prix Jeunesse du festival d'Angoulême" del festival d'Angoulême pel tom 31 de Yakari, amb Derib